# 381年
| 千纪： | 1千纪                                                                                           |
| 世纪： | 3世纪 \| 4世纪 \| 5世纪                                                                         |
| 年代： | 350年代 \| 360年代 \| 370年代 \| 380年代 \| 390年代 \| 400年代 \| 410年代                       |
| 年份： | 376年 \| 377年 \| 378年 \| 379年 \| 380年 \| 381年 \| 382年 \| 383年 \| 384年 \| 385年 \| 386年 |
| 纪年： | 辛巳年（蛇年）；东晋太元六年；前秦建元十七年                                                    |

## 大事记
- 第一次君士坦丁堡公會議，在君士坦丁堡舉行的第二次基督教大公會議
- 會稽人檀元之反，自號安東將軍，鎮軍參軍謝藹之討平之。